# 区界峠
区界峠（くざかいとうげ）は、岩手県盛岡市から同県宮古市を結ぶ峠。標高751 m。

## 概要
北上山地の兜明神獄の西側に位置し、簗川と閉伊川の分水嶺をなしている。盛岡藩の藩政時代に開通した宮古街道が国道106号へ引き継がれたが、現在は区界トンネル（1975年）に国道106号の経路が変更された。さらに、地域高規格道路宮古盛岡横断道路の一部として新区界トンネルが開通している。旧道はトンネルの北側にある。山田線のトンネルは峠にはなく盛岡側の勾配区間にある。

## 区界トンネル
国道106号が区界峠をくぐるトンネルである。標高はおよそ730 mで、同国道の最高地点である。東口付近には盛岡市と宮古市の境がある。
トンネルは1975年竣工、延長271 m、幅6.0 m、高さ4.6 m。2車線。歩道が狭い（幅1m未満）。東側には約300 mほどの長いスノーシェルターが接続されている。
スノーシェルターの手前約100 mの位置にJR区界駅（東北標高最高駅）、道の駅区界高原と郵便局がある。

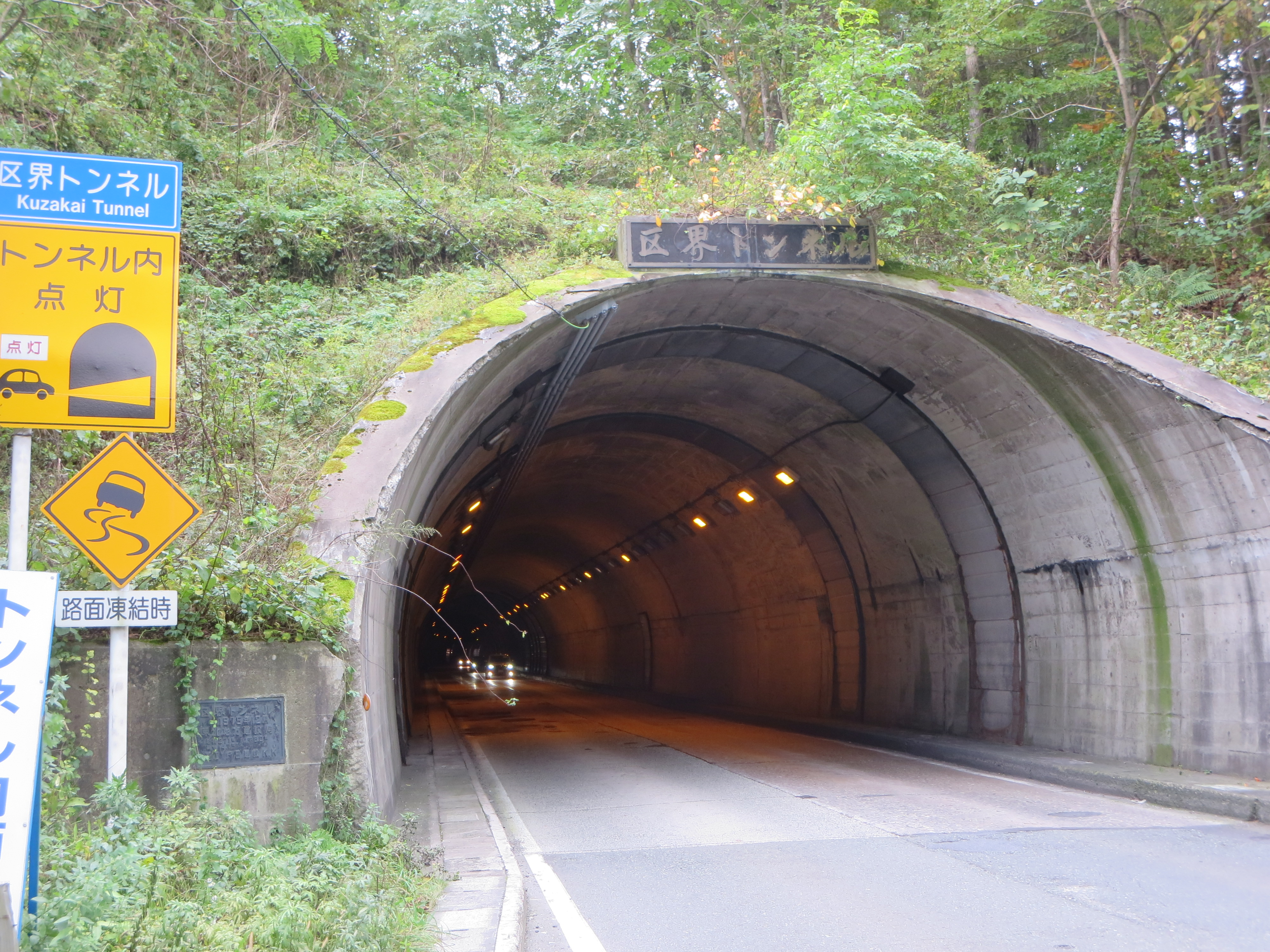
トンネルの盛岡側（西側）出口
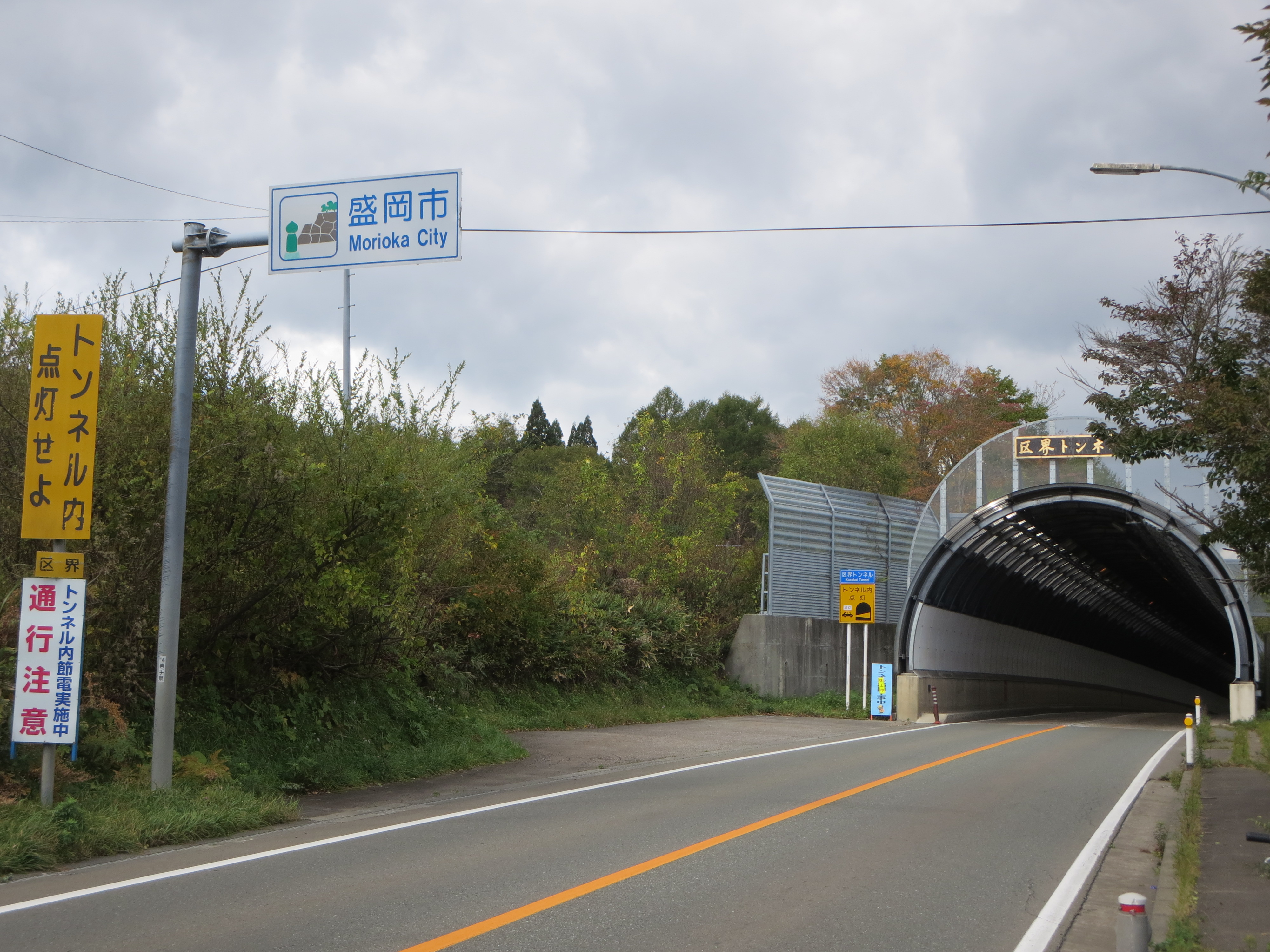
トンネルの宮古側（東側）出口

## 新区界トンネル
国道106号最大の難所とされていた区界峠の解消のため、東日本大震災からの「復興支援道路」として国土交通省が岩手県から権限代行を受けて、地域高規格道路宮古盛岡横断道路の一部として区界峠を回避する「区界道路」（自動車専用道路・第1種第3級）の整備を進め、総事業費約370億円を投じて2020年12月5日に開通した。長さは岩手県内で最長・東北地方で3番目である道路法第46条第3項により5,000 m以上の道路トンネルには危険物積載車両の通行制限が課されるため、5,000 m未満に抑えている。
新区界トンネル内は東側ほど標高が高く、東口の標高は666 mである。区界道路は新区界トンネルと盛岡側に続く簗川トンネルで23箇所の急カーブを解消する。

## 参考資料
- 「角川日本地名大辞典」編纂委員会『角川日本地名大辞典 3 岩手県』角川書店、1985年3月8日。ISBN 4-04-001030-2。